# Premios Grammy
Los Premios Grammy (originalmente, Gramophone Award) son una distinción otorgada por la Academia Nacional de Artes y Ciencias de la Grabación de Estados Unidos para dar reconocimiento a un logro especialmente destacado en la industria musical. La ceremonia de entrega anual cuenta con las actuaciones de artistas prominentes y con la presentación de aquellos premios que despiertan un mayor interés popular. Estos galardones gozan de un prestigio análogo al de los Premios Emmy (televisión), los Premios Óscar (cine) y los Premios Tony (teatro y artes escénicas).

## Historia
La primera ceremonia de los premios Grammy se celebró el 4 de mayo de 1959, para honrar y respetar los logros musicales de los artistas intérpretes o ejecutantes del año 1958.
En el ámbito musical, representan una de las cuatro galas anuales que se celebran en los Estados Unidos (las otras tres son los actos de entrega de los American Music Awards, Billboard Music Awards y la inclusión en el Salón de la Fama del Rock). Sin embargo, los premios Grammy que se otorgan en febrero, son los únicos que constituyen un galardón, en el mundo de la música, equivalente a los Premios Óscar en el cine.
Al igual que los Óscar, los Grammy se entregan por categorías, las que en la actualidad suman 90, en 29 géneros de música. No se otorgan conforme al índice de popularidad, como es el caso de los American Music Awards y los Billboard Music Awards, sino por votación.
La ceremonia de los premios Grammy se transmite a través del canal CBS. La fecha límite para ser candidato al Grammy es en septiembre; por esta razón, los artistas estratégicamente se apresuran en publicar sus álbumes antes de esa fecha, con el propósito de tener opciones de ganar un Grammy en ese mismo año.
Desde 2000, debido a la creciente importancia del mercado y de la producción musical en español y portugués en los Estados Unidos y fuera de ellos, se lleva a cabo la entrega de los premios Grammy Latinos. Estos premios, que incluyen 53 categorías, tienen como fecha límite el 28 de mayo de cada año y se otorgan en el mes de noviembre.

## Categorías
Los Grammy se caracterizan por tener numerosas categorías. Actualmente, hay noventa categorías que distinguen a cada persona o agrupación nominada por el género musical o característica relacionada con la industria musical, están divididas en categorías específicas, especiales y generales. Las cuatro categorías generales están consideradas las más importantes de la ceremonia, las cuales son:
- Álbum del año: se otorga al intérprete y al equipo de producción (producción, mezcla, masterización e ingeniería de grabación) del álbum completo. Si el álbum incluye colaboraciones vocales estos también forman parte de quienes recibirán el galardón.
- Grabación del año: se otorga al intérprete y al equipo de producción (producción e ingeniería de grabación) del sencillo.
- Canción del año: se otorga al intérprete y al compositor del sencillo.
- Artista novel: se otorga al artista revelación del año.

## Proceso de nominación
Las compañías discográficas y personas pueden presentar grabaciones a ser nominados. Las nominaciones se realizan en línea y una copia física del trabajo se envía a la Academia Nacional de Grabación de Artes y Ciencias. Una vez que se introduce un trabajo, sesiones de revisión se llevan a cabo, por más de 150 expertos de la industria discográfica, para determinar si el trabajo es seleccionado y así poder entrar en la categoría correcta para la nominación oficial.
La lista resultante se distribuye a todos los miembros de NARAS, cada uno de los cuales podrán votar para nominar en el campo general (Grabación del Año, Álbum del Año, Canción del Año y Mejor Artista Nuevo) y en no más de nueve de cada otras 30 categorías. Los cinco discos que obtienen más votos en cada categoría se convierten en los candidatos, mientras que en algunas categorías (categorías obrera y especializados) existen comités de revisión en el lugar que determinen los últimos 5 nominados.Puede haber más de cinco nominados si hay un empate en el proceso de nominación.
Mientras que los miembros de la Academia de las Artes y las Ciencias son generalmente invitados a las pruebas o se envían DVD de las películas nominadas a los Oscar, los miembros de NARAS no reciben grabaciones de los nominados.
Después de determinar los candidatos, las boletas finales de votación se envían a los miembros de la Academia de Grabación, quienes podrán votar en las categorías generales y en no más de ocho de las 30 categorías. Se anima a los miembros de NARAS, pero no es obligatorio, al voto solo en sus campos de especialización. Las boletas se tabulan en secreto por la importante firma contable independiente Deloitte Touche Tohmatsu. Después de la tabulación de los votos, los ganadores son anunciados en los premios Grammy. La grabación con el mayor número de votos en una categoría importante es posible lograr tener un empate. Los ganadores son presentados con el Premio Grammy y los que no ganan se les da una medalla por su nominación.
En ambas rondas de votación, los miembros de la Academia se basan únicamente en la calidad de la candidatura, y no por sus influencias en las ventas, el rendimiento gráfico, las amistades personales, las preferencias regionales o lealtad a la empresa. Se prohíbe la aceptación de regalos. Se insta a los miembros a votar en una manera que se preserve la integridad de la academia.
En años más recientes, la compañía de joyería Tiffany & Co, regala una medalla por nominación, esta es de oro puro de la marca, y la medalla tiene grabada la estatuilla. El lazo de esta es azul aqua que caracteriza a la marca, y la caja es del mismo color.

## Ediciones
- 1.ª edición de los Premios Grammy
- 2.ª edición de los Premios Grammy
- 3.ª edición de los Premios Grammy
- 4.ª edición de los Premios Grammy
- 5.ª edición de los Premios Grammy
- 6.ª edición de los Premios Grammy
- 7.ª edición de los Premios Grammy
- 8.ª edición de los Premios Grammy
- 9.ª edición de los Premios Grammy
- 10.ª edición de los Premios Grammy
- 11.ª edición de los Premios Grammy
- 12.ª edición de los Premios Grammy
- 13.ª edición de los Premios Grammy
- 14.ª edición de los Premios Grammy
- 15.ª edición de los Premios Grammy
- 16.ª edición de los Premios Grammy
- 17.ª edición de los Premios Grammy
- 18.ª edición de los Premios Grammy
- 19.ª edición de los Premios Grammy
- 20.ª edición de los Premios Grammy
- 21.ª edición de los Premios Grammy
- 22.ª edición de los Premios Grammy
- 23.ª edición de los Premios Grammy
- 24.ª edición de los Premios Grammy
- 25.ª edición de los Premios Grammy
- 26.ª edición de los Premios Grammy
- 27.ª edición de los Premios Grammy
- 28.ª edición de los Premios Grammy
- 29.ª edición de los Premios Grammy
- 30.ª edición de los Premios Grammy
- 31.ª edición de los Premios Grammy
- 32.ª edición de los Premios Grammy
- 33.ª edición de los Premios Grammy
- 34.ª edición de los Premios Grammy
- 35.ª edición de los Premios Grammy
- 36.ª edición de los Premios Grammy
- 37.ª edición de los Premios Grammy
- 38.ª edición de los Premios Grammy
- 39.ª edición de los Premios Grammy
- 40.ª edición de los Premios Grammy
- 41.ª edición de los Premios Grammy
- 42.ª edición de los Premios Grammy
- 43.ª edición de los Premios Grammy
- 44.ª edición de los Premios Grammy
- 45.ª edición de los Premios Grammy
- 46.ª edición de los Premios Grammy
- 47.ª edición de los Premios Grammy
- 48.ª edición de los Premios Grammy
- 49.ª edición de los Premios Grammy
- 50.ª edición de los Premios Grammy
- 51.ª edición de los Premios Grammy
- 52.ª edición de los Premios Grammy
- 53.ª edición de los Premios Grammy
- 54.ª edición de los Premios Grammy
- 55.ª edición de los Premios Grammy
- 56.ª edición de los Premios Grammy
- 57.ª edición de los Premios Grammy
- 58.ª edición de los Premios Grammy
- 59.ª edición de los Premios Grammy
- 60.ª edición de los Premios Grammy
- 61.ª edición de los Premios Grammy
- 62.ª edición de los Premios Grammy
- 63.ª edición de los Premios Grammy
- 64.ª edición de los Premios Grammy
- 65.ª edición de los Premios Grammy
- 66.ª edición de los Premios Grammy
- 67.ª edición de los Premios Grammy

## Televisión y audiencia
Antes de la primera transmisión televisiva en vivo de los premios Grammy en 1971 en la American Broadcasting Company (ABC), una serie de grabaciones especiales anuales en la década de 1960 llamado The Best fueron difundidos por la National Broadcasting Company (NBC). La transmisión del primer Premio Grammy tuvo lugar en la noche del 29 de noviembre de 1959. Hasta 1971. Pierre Cossette compró los derechos para retransmitir la ceremonia de la Academia Nacional de las Artes y las Ciencias y organizó la primera transmisión en vivo. CBS compró los derechos de Radiodifusión en 1973 después de mover la ceremonia a Nashville, Tennessee, los American Music Awards fueron creados para la cadena ABC (por Dick Clark) como resultado.
La Recording Academy anuncia el 21 de junio de 2011 que había llegado a un nuevo contrato con CBS para mantener la entrega de premios en la red por otros 10 años. CBS también difundió el informe anual nominaciones concierto especial el 30 de noviembre de 2011 en Los Ángeles. Los Grammy se emitió el 12 de febrero de 2012. El programa de los premios Grammy en 2011 tuvo 26,6 millones de espectadores.

## Críticas
Cuando la banda Pearl Jam ganó un Grammy en la categoría de Mejor Interpretación de Hard Rock en 1996, el cantante Eddie Vedder comentó en el escenario: "No sé lo que esto significa, que no creo que signifique nada". Glen Hansard, líder del grupo de rock irlandés The Frames, declaró en 2008 que los Grammys representan algo fuera del mundo real de la música "que es totalmente basada en lo industrial". Él dijo que no estaba tan interesado en asistir a la ceremonia de ese año, a pesar de haber sido nominado a dos premios diferentes. Maynard James Keenan, vocalista de Tool, no asistió a la ceremonia de los Premios Grammy para recibir uno de sus premios. Explicó sus razones con la siguiente declaración:

Creo que los Grammys no son más que una máquina gigantesca de promoción para la industria de la música. Se dirigen a un público de inteligencia baja y alimentan a las masas. No se dedican a honrar las artes o a las creaciones de los artistas. Es el negocio de la música celebrándose a sí mismo, eso es básicamente de lo que se trata.
-Maynard James Keenan

 En 1991, Sinead O'Connor se convirtió en la primera música en rechazar un Grammy, boicoteando la ceremonia después de haber sido nominada para Grabación del Año, mejor Interpretación Vocal Pop Femenina y Mejor Desempeño Alternativo Musical. O'Connor se encendería ganar la última categoría. Dijo que su razonamiento venía del comercialismo extremo de los Grammys.
En un artículo de 2011, Randall Roberts, escritor de Los Angeles Times, fue crítico con las nominaciones, en particular con la del álbum de la categoría del año, teniendo en cuenta la exclusión de Kanye West, "el álbum más aclamado por la crítica del año, una carrera la definición de grabación", como un desaire a favor de la nominación de los álbumes menos sustanciales. Roberts pasó a criticar a los premios Grammy por estar "atascados en el pasado" y fuera de contacto con los "nuevos medios" y declaró:

Las principales nominaciones para los quincuagésima cuarta entrega anual de los premios muestran claramente que la Academia de la Grabación ha estado trabajando horas extras para incluir todo para ser más significativo. También revela un profundo abismo entre sus objetivos y los hábitos de la audiencia en la población en general. [...] Y si hubiera que medir la vitalidad de la música americana a través de la pantalla de las nominaciones a los Grammy por canción del año y grabación del año, se podría pensar que la economía no era la única cosa que era lenta. [...] El foco está todavía en el viejo modelo de la industria de la música, las principales inversiones de las discográficas y la radio comercial. [...] Quedarse anticuado no es una novedad en lo que concierne a los premios Grammy, pero una vez perdida de vista el arte que hace que la música trascienda, no sólo van a resultar irrelevantes, sino que también van a perder el negocio.
-Randall Roberts

En un artículo para Time el periodista Touré también respondió a lo liso y expresó su descontento general con las concesiones, afirmando que:

No pretendo entender a los Grammys. Nunca he sido capaz de discernir una lógica coherente en torno a quién se nomina o quién consigue estatuas. Comprendo la lógica particular de los Oscar, pero no los grandes premios a la música. Mi estado normal de confusión en torno a lo que impulsa las decisiones de los Grammy se hizo exponencial esta semana cuando, para sorpresa de muchos, la obra maestra de Kanye "My Beautiful Dark Twisted Fantasy" no fue nominada para un Grammy por álbum del año.
-Ali Farka Touré

Luego pasó a comparar la comprensión de los premios Grammy con la Kremlinología y comentó sobre la exclusión de la Academia de Grabación de más "maduro" álbumes de hip hop como álbum del año, los nominados, señalando que en ocasiones opta por designar álbumes de hip hop, el pop en su lugar.
En un perfil de 2011 de The New York Times, después de los 53.° Premios Grammy, el vocalista Justin Vernon de Bon Iver dio su opinión sobre el Grammy y cómo reaccionaría a una nominación por su grupo, sobre lo que declaró:

¿Sabe? Yo estaba pensando en eso hace un par de meses, alguien me preguntó esp, y yo estaba como "Me gustaría irme" - y yo no creo que el récord de Bon Iver es el tipo de registro al ser nominado para un Grammy - Pasaría al frente y diría algo como... "Esto es para mis padres, porque ellos me apoyaron", porque sé que pensarían que sería estúpido de mi parte no ir hasta allá, pero me sentí un tanto incómodo en ir allí y ser como: "Todo el mundo debería ir a casa, esto es ridículo. Ustedes no deberían estar haciendo esto. No deberíamos estar en una habitación grande, mirándonos el uno al otro y pretender que esto es importante. Eso es lo que yo diría".

El noventa y ocho por ciento de las personas en esa habitación, su arte se ve comprometida por el hecho de que ellos están pensando eso, y que están con la esperanza de conseguir ese premio. ¿Y de qué es ese premio dado por? Es como que ellos piensan que es, literalmente, dictada por los dioses históricos del musical. Y yo no sé quién son los votantes. Al igual, tengo un amigo que es votante que era como, "un votante porque yo no confío en los otros votantes". Y yo estaba como, "Yo tampoco quisiera estar ahí". Y simplemente no es importante y la gente pasa demasiado tiempo pensando en esa situación.
-Justin Vernon

Posteriormente, Bon Iver recibió cuatro nominaciones en noviembre para los 54.° Premio Grammy. Después de ganar el premio, Vernon declaró en su aceptación que:

Es realmente difícil aceptar el premio. Hay mucho talento aquí [...] y no hay una gran cantidad de talento que no está aquí esta noche. También es difícil de aceptar porque usted sabe, cuando empecé a hacer canciones lo hice por la recompensa inherente de hacer canciones, así que estoy un poco incómodo aquí arriba.
-Justin Vernon

En su artículo "Todos reconocidos otra vez", Jon Caramanica de The New York Times criticó a los votantes del Grammy por ser "conservadores" y sin tener en cuenta más "a futuro" de la música, y respondió a los Premios Grammy 54 que:

Por enésima vez, los Grammys fue con familiaridad sobre el riesgo, otorgando álbum de los honores del año (y varios más) en un álbum que refuerza los valores de una generación anterior a sospechar de cambio.
-Jon Caramanica

Tomó como referencias a los éxitos de Lauryn Hill en The Miseducation (1999), Norah Jones en Come Away With Me (2003), y de Adele en 21 (2011) como ejemplos de:

Los Grammy dejaron caer un envase lleno de premios en una mujer joven cantautora en su gran álbum exitoso.
-Jon Caramanica

De la ausencia de Kanye West de la ceremonia, Caramanica declaró:

Ni siquiera se molestó en presentarse para la emisión, que era lo suficientemente bueno, porque el hip-hop fue casi completamente marginado.
-Jon Caramanica

En un artículo para The Huffington Post, el intérprete musical y autor Steve Stoute criticó la Recording Academy y los Premios Grammy por "haber perdido el contacto con la cultura popular contemporánea" y señaló que "dos fuentes claves" para él:

Exceso de sospecha producir un espectáculo popular que está en contradicción con su propio sistema de votación y la falta de respeto fundamental de los cambios culturales por ser viable y artística.
-Steve Stoute

Stoute los acusó de desairar a los artistas con impacto más cultural, citando respectivas pérdidas por el crítico y éxitos comerciales en The Marshall Mathers de Eminem (2000) y Graduation de Kanye West (2007) en la categoría de álbum del año, y declaró:

Como institución que celebra las obras artísticas de músicos, cantantes, compositores, productores y especialistas técnicos, hemos llegado a esperar que la Grammys mantiene todos los valores que reflejan lo mejor de la música que nace de nuestra cultura. Desafortunadamente, la entrega de premios se ha convertido en una serie de hipocresías y contradicciones, dejándome a preguntarse por qué cualquier artista popular contemporánea sería incluido a participar.Si bien no hay duda en mi mente de los talentos artísticos de Steely Dan o Herbie Hancock, debemos reconocer el impacto cultural masivo de Eminem y Kanye West y cómo su música da su forma, e influye y define la voz de una generación. Es este mismo impacto cultural que reconoce el éxito comercial y crítico de Thriller de Michael Jackson en 1984.
-Steve Stoute

Los Grammys también han recibido críticas por artistas femeninas. Cabe destacar que en la 60.ª edición de los premios Grammy, la cantante de Nueva Zelanda Lorde aparece en los titulares de los medios de comunicación después de rechazar una oferta para actuar en la ceremonia. Afirmó que fue invitada a actuar junto a varios artistas en un tributo a Tom Petty, pero se le negó un puesto en solitario, a pesar de haber sido nominada en la categoría Álbum del Año y declaró que a cada uno de los nominados masculinos se les permitió interpretar en solitario. La madre de Lorde también criticó a los Grammy, señalando un artículo que afirmaba que solo el nueve por ciento de los nominados en los seis premios anteriores eran mujeres.
Después de la 60.ª ceremonia, muchos medios informaron que la ceremonia había fallado a mujeres, apuntando específicamente a la artista femenina más nominada SZA que no ganó en ninguna de sus cinco categorías nominadas ya la categoría de Mejor Interpretación de Pop que estaba compuesta por cuatro mujeres nominados pero el ganador terminó siendo Ed Sheeran.
En una entrevista, Neil Portnow, presidente de la Recording Academy, generó controversia al afirmar que las artistas mujeres deben "intensificarse" para ganar premios. Los comentarios de Portnow atrajeron críticas de muchas músicas como Pink, Katy Perry, Vanessa Carlton, Sheryl Crow, Iggy Azalea, Halsey y Charli XCX. También solicitaron la etiqueta #GrammysSoMale en las redes sociales.

### Racismo
Los Grammys también han sido acusados de ser desfavorables y racistas con los artistas de piel negra. El artista canadiense Drake acusó a la organización en una entrevista de 2017 de verlo solo como un rapero y no como un artista de música pop debido a su trabajo anterior y a su herencia. Criticó el desaire de "One Dance" por el prestigioso premio de Grabación del año y la nominación de "Hotline Bling" por Mejor canción de rap y Mejor interpretación de rap a pesar de no ser una canción de rap.
Spencer Kornhaber, del The Atlantic, acusó a los Grammy de "dejar de lado una obra visionaria negra en favor de una tradicionalista blanca". Drake no asistió a la ceremonia de entrega de premios 2017 donde fue nominado. Tuvo una actuación en Mánchester, Inglaterra, el 12 de febrero de 2017, la misma noche de la ceremonia. Frank Ocean habló sobre boicotear los mismos premios Grammy y no presentó su álbum para su consideración como protesta.
Los Grammys también fueron criticados después de la 59.ª Entrega Anual cuando Adele ganó el Álbum del Año sobre el álbum Lemonade de Beyoncé, que muchas publicaciones de música consideraron que debería haber ganado el premio. Steve Knopper, de la revista Rolling Stone, creía que ella perdió debido a que los votantes de los Grammy eran todos hombres blancos. USA Today también criticó la pérdida de Beyoncé afirmando que "los artistas negros han luchado por ganar el álbum del año". La cantante Adele también expresó que Lemonade debería haber ganado el álbum del año declarando en su discurso:

No puedo aceptar el premio. Estoy muy, muy agradecida, pero la artista de mi vida es Beyonce. Y para mí, el álbum de Lemonade es tan monumental. Beyonce, es tan grandiosa. Lo apreciamos. Todos los artistas aquí te adoramos. Eres nuestra luz.
-Adele